# 小馬爾亞 (市鎮)
小馬爾亞是爱沙尼亚西維魯縣的一个乡村型市镇。行政中心为小馬爾亞。市镇面积为682平方公里，2021年时人口数量为5,828人。

## 行政管理
2017年爱沙尼亚行政改革后，原拉凱市镇并入成小马尔亚市镇。
合并后市镇包括4个小镇和64个村庄。